# Boyd Okwuonu
Boyd Obunikechukwu Okwuonu (n. Edmond, Oklahoma, EE. UU. el 24 de febrero de 1993), conocido simplemente como Boyd Okwuonu, es un futbolista estadounidense. Juega de defensor y su equipo actual es el Real Salt Lake de la Major League Soccer.

## Trayectoria

### Inicios
Okwuonu fue parte del programa de residencia de la Federación de Fútbol de los Estados Unidos y la Academia del FC Dallas antes de pasar toda su carrera universitaria en la Universidad de Carolina del Norte. Jugó un total de 89 partidos con los Tar Heels y fue incluido en el All-ACC tres años seguidos.
Okwuonu también jugó para el Carolina Dynamo y el equipo sub-23 del Orlando City SC de la Premier Development League mientras estaba en la universidad.

### Real Salt Lake
El 15 de enero de 2015, Okwuonu fue seleccionado en la segunda ronda (27º en la general) del SuperDraft de la MLS de ese año por el Real Salt Lake (RSL). El 20 de marzo de ese mismo año fue enviado a préstamo al Real Monarchs SLC de la USL, el club afiliado del RSL.  Hizo su debut profesional días después en un empate a cero frente al LA Galaxy II como visitantes.

## Clubes
| Club           | País           | Año             |
| -------------- | -------------- | --------------- |
| Real Salt Lake | Estados Unidos | 2015 - Presente |

## Selección nacional
Okwuonu fue miembro de la selección sub-17 de los Estados Unidos en el Mundial Sub-17 de 2009. También ha sido parte de las selecciones sub-18, sub-20 y sub-23.